# Kiviõli FC Irbis
Kiviõli Football Club Irbis byl estonský fotbalový klub sídlící ve městě Kiviõli. Založen byl v roce 1998 pod názvem Kiviõli SK Tamme Auto, zanikl v roce 2016.
Své domácí zápasy odehrával na stadionu Kiviõli linnastaadion.

## Historické názvy
- 1998 – Kiviõli SK Tamme Auto (Kiviõli Spordiklubi Tamme Auto)
- 2013 – Kiviõli FC Irbis (Kiviõli Football Club Irbis)

## Umístění v jednotlivých sezonách
Legenda: Z - zápasy, V - výhry, R - remízy, P - porážky, VG - vstřelené góly, OG - obdržené góly, +/- - rozdíl skóre, B - body, červené podbarvení - sestup, zelené podbarvení - postup, světle fialové podbarvení - přesun do jiné soutěže
| Estonsko (2001 – 2016) |                     |        |                                                             |                                                             |                                                             |                                                             |                                                             |                                                             |                                                             |                                                             |        |
| Sezóny                 | Liga                | Úroveň | Z                                                           | V                                                           | R                                                           | P                                                           | VG                                                          | OG                                                          | +/-                                                         | B                                                           | Pozice |
| 2001                   | II liiga ida/põhi   | 3      | 20                                                          | 9                                                           | 4                                                           | 7                                                           | 51                                                          | 40                                                          | +11                                                         | 31                                                          | 4.     |
| 2002                   | III liiga ida       | 4      | 18                                                          | 6                                                           | 2                                                           | 10                                                          | 41                                                          | 47                                                          | -6                                                          | 20                                                          | 7.     |
| 2003                   | III liiga ida       | 4      | 18                                                          | 5                                                           | 5                                                           | 8                                                           | 31                                                          | 36                                                          | -5                                                          | 20                                                          | 9.     |
| 2004                   | III liiga ida       | 4      | 18                                                          | 9                                                           | 0                                                           | 9                                                           | 42                                                          | 45                                                          | -3                                                          | 27                                                          | 6.     |
| 2005                   | III liiga ida       | 4      | 22                                                          | 13                                                          | 3                                                           | 6                                                           | 77                                                          | 27                                                          | +50                                                         | 42                                                          | 4.     |
| 2006                   | III liiga ida       | 4      | 22                                                          | 20                                                          | 2                                                           | 0                                                           | 67                                                          | 15                                                          | +52                                                         | 62                                                          | 1.     |
| 2007                   | II liiga ida/põhi   | 3      | 26                                                          | 19                                                          | 3                                                           | 4                                                           | 74                                                          | 26                                                          | +48                                                         | 60                                                          | 1.     |
| 2008                   | Esiliiga            | 2      | 36                                                          | 11                                                          | 11                                                          | 14                                                          | 51                                                          | 66                                                          | -15                                                         | 44                                                          | 6.     |
| 2009                   | Esiliiga            | 2      | 36                                                          | 17                                                          | 2                                                           | 17                                                          | 77                                                          | 77                                                          | 0                                                           | 50                                                          | 5.     |
| 2010                   | Esiliiga            | 2      | 36                                                          | 17                                                          | 6                                                           | 13                                                          | 85                                                          | 72                                                          | +13                                                         | 57                                                          | 4.     |
| 2011                   | Esiliiga            | 2      | 36                                                          | 21                                                          | 4                                                           | 8                                                           | 73                                                          | 61                                                          | +12                                                         | 67                                                          | 3.     |
| 2012                   | Esiliiga            | 2      | 36                                                          | 12                                                          | 8                                                           | 16                                                          | 78                                                          | 83                                                          | -5                                                          | 44                                                          | 6.     |
| 2013                   | Esiliiga            | 2      | 36                                                          | 7                                                           | 4                                                           | 25                                                          | 60                                                          | 114                                                         | -54                                                         | 25                                                          | 10.    |
| 2014                   | Esiliiga            | 2      | 36                                                          | 12                                                          | 11                                                          | 13                                                          | 72                                                          | 82                                                          | -10                                                         | 47                                                          | 7.     |
| 2015                   | Esiliiga            | 2      | 36                                                          | 13                                                          | 5                                                           | 18                                                          | 60                                                          | 87                                                          | -27                                                         | 44                                                          | 7.     |
| 2016                   | II liiga lõuna/lääs | 4      | Klub se odhlásil v průběhu sezóny, výsledky byly anulovány. | Klub se odhlásil v průběhu sezóny, výsledky byly anulovány. | Klub se odhlásil v průběhu sezóny, výsledky byly anulovány. | Klub se odhlásil v průběhu sezóny, výsledky byly anulovány. | Klub se odhlásil v průběhu sezóny, výsledky byly anulovány. | Klub se odhlásil v průběhu sezóny, výsledky byly anulovány. | Klub se odhlásil v průběhu sezóny, výsledky byly anulovány. | Klub se odhlásil v průběhu sezóny, výsledky byly anulovány. | 14.    |